# Кошаркашки дневници
Кошаркашки дневници (енгл. The Basketball Diaries) је америчка драма из 1995. режисера Скота Калверта, снимљена по истоименом аутобиографском роману Џима Керола. Радња прати перспективног младог кошаркаша који током адолесценције постаје хероински зависник, а главну улогу тумачи Леонардо Дикаприо.

## Радња
Филм је заснован на истинитој причи испричаној у аутобиографском роману Џима Керола. Прича је испричана из угла главног јунака и аутора Кошаркашких дневника, шеснаестогодишњег тинејџера који игра игру и пише добру поезију. Он и његови пријатељи су зависни од дроге, што доводи до њиховог постепеног опадања и деградације. Дечак, који је завршио у затвору, успео је да се ослободи ове страшне зависности, али су његови пријатељи остављени да умиру на улици.

## Улоге
| Глумац            | Улога         |
| ----------------- | ------------- |
| Леонардо Дикаприо | Џим Керол     |
| Лорејн Брако      | госпођа Керол |
| Џејмс Мадио       | Педро         |
| Матрик Макго      | Неутрон       |
| Марк Волберг      | Мики          |
| Реј Купер         | отац Макналти |
| Бруно Кирби       | Шифти         |
| Александер Чаплин | Бобо          |
| Џулијет Луис      | Дајана Муди   |
| Мајкл Империоли   | Боби          |